# رخداد کولیسئوم
رخداد کولیسئوم که به اشتباه به حادثه کنسرت گروه بی تی اس مشهور شد، رخدادی بود که در ساعت ۲۲:۳۰ دقیقه ۲۹ ژولای ۲۰۲۲ در سالن کولیسئوم هنگ کنگ رخداد که طی آن یک مانیتور غول پیکر با وزن ۶۰۰ کیلوگرم بر روی تعدادی از رقصنده‌های گروه میرور افتاد؛ در این حادثه یکی از رقصنده‌های گروه به نام مو لی کای یین بیشترین آسیب را دید و از ناحیه گردن به پایین دچار فلج نخاعی شد.
بلافاصله مأموران امنیتی و اورژانس هوایی به منطقه اعزام شدند و کای یین به بیمارستان الیزابت انتقال یافت؛ در حالی که اکثر منابع از فلج نخاعی وی از قسمت گردن به پایین سخن می‌گفتند، منابع دیگر اعلام می‌کردند که او به علت جراحات وارده جان خود را از دست داده است؛ اما این موضوع صحت ندارد و پزشک وی این موضوع را رد کرده است.
همچنین پزشک کای یین گفته است؛ تاکنون ۶ عمل جراحی روی کای یین انجام شده با این حال ما نمی‌توانیم داروی بیهوشی به او تزریق کنیم چون وضعیت او بسیار وخیم است و احتمال مرگ او در بیهوشی وجود دارد؛ او گفته با اینکه یک هفته از این حادثه می‌گذرد ولی احتمال مرگ کای یین وجود دارد.